# Зага Маливук
Загорка Зага Маливук (Вршац, 27. фебруар 1919 — Јајинци, код Београда, 7. јул 1942), учесница Народноослободилачке борбе и народни херој Југославије.

## Биографија
Рођена је 27. фебруара 1919. године у Вршцу. Потицала је из сиромашне занатлијске породице. Основну школу и три разреда гимназије завршила је у родном месту. Године 1932. њена породица се преселила у село Крњача, код Београда, где је наставила даље школовање. После завршене мале матуре, уписала се у Средњу техничку школу. Због лоших материјалних услова она је свакодневно пешице из Крњаче ишла у школу.
У току школовања у Београду, дошла је у додир са омладинским револуционарним покретом, а током школске 1938/39. године била је члан актива Савеза комунистичке омладине Југославије (СКОЈ) у Средњој техничкој школи. После завршетка школовања, као дипломирани техничар запослила се у Првој српској фабрици авиона „Рогожарски“ у Београду. Убрзо по запослењу укључила се у рад синдикалне организације и скојевске ћелије у овој фабрици. Због своје активности у току 1939. године је примљена у чланство Комунистичке партије Југославије (КПЈ).
Као веома поверљива, али и полицији непозната особа обављала је разне курирске задатке, а пошто је била везана за свој родни крај најчешће је обављала курирске послове између Вршца и Београда, повезујући Окружне комитете КПЈ и СКОЈ-а јужног Баната са Покрајинским комитетом КПЈ за Србију. Априла 1940. године била је учесница генералног штрајка аеронаутичких радника Београда.
Првих дана окупације Југославије, априла 1941. године, када окупаторска и квислиншка власт још нису биле успостављене у правој мери, Зага је искористила да у фабрици авиона у којој је радила украде и уништи планове за изградњу новог типа авиона, како они не бих пали у руке окупатору. Убрзо потом Зага је напустила посао, не желећи да служи окупатору. Тада се у потпуности посветила раду на организовању Народноослободилачког покрета (НОП).
Ценећи њене способности, руководство Покрајинског комитета КПЈ за Србију изабрало је Загу за свог специјалног курира. Путовала је по разним местима у Србији, а најчешће у Вршац и Ниш и одржавала везу са тамошњим партијским организацијама. Била је веома сналажљива и са великом лакоћом је успевала да избегне разне опасности – немачке агенте и патроле, многе рације и блокаде, преносећи тако разну поверљиву пошту и други пропагандни материјал. Као особа од највећег поверења, била је упозната са адресама на којима су становале руководеће личности НОП-а, као и са местима на којима су биле организоване тајне партијске штампарије и друго.
Децембра 1941. године када се партијска организација КПЈ у Београду нашла у тешкој ситуацији због честих полицијских провала, донета је одлука да се због могућности хапшења, Зага повуче из Београда и да пређе на терен у неки од партизанских одреда. Наслућујући да се бави илегалним радом, газдарица стана у коме је Зага становала одлучила је да је пријави Специјалној полицији. Ухапшена је 9. децембра баш у тренутку када је са торбом пуном партијског и санитетског материјала кренула да напусти окупирани Београд.
После Загиног хапшења, Специјална полиција је дуго имала проблема да открије њен прави идентитет пошто су приликом хапшења код ње биле пронађене две лажне легитимације, а она није желела да агентима открије своје име. Иако је од стране агената Специјалне полиције била страховито мучена, она није желела ништа да им каже, а њен идентитет утврђен је тек пошто га је открила једна ухапшеница која је Загу познавала од раније. Тада су уследила нова мучења, али без успеха за агенте, па су Загу јануара 1942. године предали Гестапоу. У акту предатом Гестапоу агенти Специјалне полиције записали су: Мада је Маливук Загорка два пута подвргавана специјалном поступку, ипак је одбила ма шта да призна, те се према томе против ње ништа конкретно није могло утврдити.
Ни агенти Гестапоа, нису успели да „сломе“ Загу и да је приволе да било кога ода или каже нешто о себи и својој активности. Иако је познавала велики број чланова КПЈ и активиста НОП-а у Београду никога није одала. И поред тога што о Заги нису успели скоро ништа нису успели да сазнају, окупатор и његови помагачи су је одредили за стрељање и сместили у једну од „соба смрти“ Бањичког логора.
Међу затвореницима злогласног логора на Бањици, Зага је остала упамћена као изузетно храбра и смела затвореница. Заједно са затвореницом Наталијом Натом Дугошевић (супруга народног хероја Вељка Дугошевића), организовала је једну од првих „акција“ у логору. Уочи дочека Нове 1942. године Зага и Ната су у собама-ћелијама у којима су биле заточене организовале мале „прославе“. Заједно са другим затвореницама, Зага је у својој ћелији организовала „маскенбал“ на коме су затворенице са папирним маскама, које су представљале карикатуре њихових мучитеља опонашале сцене из свог затворског живота. Такође ћелије су биле украшене плакатима, а на једном од плаката је била нацртана полицијска „марица“ и пред њом полицијски агент како каваљерски пружа руку затвореници да уђе у кола. Прослава и „маскенбал“ су почели после поноћи, када је управник логора Тоза Вујковић отишао у град, али је песма и игра привукла чувара, који је упао у обе собе и прекинуо весеље. Сутрадан су Зага и Ната, као организатори прославе позване на саслушање и претучене.
Стрељана је 7. јула 1942. године на стратишту у Јајинцима, код Београда.
Указом Председништва АВНОЈ-а постхумно је 6. јула 1945. одликована Орденом заслуга за народ другог реда, Указом председника ФНРЈ Јосипа Броза Тита 27. новембра 1953. проглашена је за народног хероја.
Име Заге Маливук данас носи основна школа у београдском насељу Крњача, као и једна улица у Вршцу и две у Београду (једна у Крњачи, а друга у Калуђерици). У дворишту основне школе, која носи њено име 1961. године јој је подигнута биста, рад вајара Вељка Форцана.